# U.S. Route 101 (Oregón)
La U.S. Route 101 o Ruta Federal 101 (abreviada US 101) es una autopista federal ubicada en el estado de Oregón. La autopista inicia en el sur desde la US 101  en la frontera estatal con California hacia el norte en la US 101  en la frontera estatal con Washington. La autopista tiene una longitud de 584,2 km (363 mi).

## Mantenimiento
Al igual que las carreteras estatales, las carreteras interestatales, y el resto de rutas federales, la "101" es administrada y mantenida por el Departamento de Transporte de Oregón por sus siglas en inglés ODOT.

## Cruces
La U.S. Route 101 es atravesada principalmente por la:
- US 20
- US 26
- US 30 .